# Mihai Nicolae Ducea
Mihai Nicolae Ducea (n.  ?) este un geolog româno-american, membru corespondent al Academiei Române.